# Nevado Pupuya
Nevado Pupuya är ett berg i Bolivia.   Det ligger i departementet La Paz, i den nordvästra delen av landet, 600 km nordväst om huvudstaden Sucre. Toppen på Nevado Pupuya är 4 825 meter över havet.
Terrängen runt Nevado Pupuya är bergig österut, men västerut är den kuperad. Runt Nevado Pupuya är det mycket glesbefolkat, med 5 invånare per kvadratkilometer.. 
Trakten runt Nevado Pupuya består i huvudsak av gräsmarker.